# Песня-80
«Песня-80» — десятый советский телевизионный фестиваль эстрадной песни из серии «Песня года». Финальный концерт проводился в Останкино, транслировался по телевидению 1 января 1981 года.
Тема фестиваля — прошедшая Олимпиада-80. Вступительное слово было предоставлено Леониду Утёсову. Татьяна Коршилова, объявила, что самой популярной песней года стала песня «Ожидание» — очередная победа Софии Ротару (в отсутствие Аллы Пугачёвой).

## Фон
События, происходившие в стране, находили непременный отклик в произведениях искусства.
Однако, в советской печати нет никаких упоминаний о войне в Афганистане, начавшейся в 1979 году. Страна живёт своей жизнью и в марте 1980 проходит рок-фестиваль в Тбилиси, который легализует существование в СССР своей рок-музыки. «Росконцерт» заключает договор с победителем — группой Машина времени . 
Во время Олимпиады-80 умирает Владимир Высоцкий, и его похороны превращаются в крупнейшую неофициальную демонстрацию за шестьдесят лет советской власти. Разрыв между официальным статусом, который в регламентированном СССР дарует все материальные блага, и действительным признанием огромен: самый народный артист Союза не является даже заслуженным артистом республики.
Советские люди любят представителей эстонской эстрады, поющих по-русски (Яак Йола, Анне Вески, Тынис Мяги).

## Финалисты
В финальном концерте прозвучали следующие песни-лауреаты:
| №  | Название                                                        | Автор музыки                      | Автор текста                            | Исполнитель                                                                           | Примечание |
| -- | --------------------------------------------------------------- | --------------------------------- | --------------------------------------- | ------------------------------------------------------------------------------------- | ---------- |
| 1  | 1-е отделение: Я о Родине пою                                   | Серафим Туликов                   | Николай Доризо                          | Муслим Магомаев                                                                       |            |
| 2  | Мой родной край                                                 |                                   | (на укр.яз., Николай Мозговой)          | София Ротару                                                                          |            |
| 3  | Белый парус                                                     | Евгений Глебов                    | Булат Окуджава                          | ВИА «Верасы», солист Леонид Кошелев                                                   |            |
| 4  | Вьется речка русая                                              | Альберт Пресленев– Сергей Макаров | Георгий Супруненко                      | Валентина Толкунова                                                                   |            |
| 5  | В лесу прифронтовом (1943)                                      | Матвей Блантер                    | Михаил Исаковский                       | Павел Бабаков                                                                         |            |
| 6  | Вспоминайте люди                                                | Алексей Мажуков                   | Владимир Харитонов                      | Юрий Богатиков                                                                        |            |
| 7  | Крылатые качели ( из т/ф «Приключения Электроника»)             | Евгений Крылатов                  | Юрий Энтин                              | Большой детской хор ЦТ и ВР п/у засл.арт.РСФСР Виктора Попова, солистка Таня Мелехина |            |
| 8  | Река детства                                                    | Владимир Шаинский                 | Роберт Рождественский                   | Лев Лещенко                                                                           |            |
| 9  | Молодость песней станет                                         | Никита Богословский               | Михаил Пляцковский                      | Ксения Георгиади (побед. финала к-са «С песней по жизни»)                             |            |
| 10 | Матери                                                          | Ян Френкель                       | Расул Гамзатов, перевод Я. Козловского) | Иосиф Кобзон                                                                          |            |
| 11 | Ожидание                                                        | Юрий Саульский                    | Леонид Завальнюк                        | София Ротару                                                                          |            |
| 12 | После дождя                                                     | Оскар Фельцман                    | Михаил Рябинин                          | группа Стаса Намина                                                                   |            |
| 13 | Детства последний звонок                                        | Арно Бабаджанян                   | Михаил Пляцковский                      | Иосиф Кобзон                                                                          |            |
| 14 | Как хочется тепла                                               | Микаэл Таривердиев                | Николай Добронравов                     | Галина Беседина и Сергей Тараненко                                                    |            |
| 15 | Малиновка («Малиновки заслыша голосок»                          | Эдуард Ханок                      | Анатолий Поперечный                     | ВИА "Верасы"                                                                          |            |
| 16 | Белый айсберг плывёт по волне (из т/ф «Антарктическая повесть») | Тихон Хренников                   | Михаил Матусовский                      | Леонид Серебренников                                                                  |            |
| 17 | Хоровод мира (на молд.яз., )                                    | Евгений Дога                      | Георгий Водэ                            | ансамбль "Контемпоранул" солист Штефан Петраке                                        |            |
| 18 | 2 отделение Придумай такое мне имя                              | Марк Фрадкин                      | Фазу Алиева                             | Эдита Пьеха в сопр. вок.-инстр. анс. п/у Григория Клеймица                            |            |
| 19 | Скажи глазам твоим                                              | Полад Бюль Бюль Оглы              | Расул Рза                               | Муслим Магомаев                                                                       |            |
| 20 | Танец на барабане                                               | Раймонд Паулс                     | Андрей Вознесенский                     | Николай Гнатюк                                                                        |            |
| 21 | Не ищите ландышей в месяце апреле (из к/ф «Последний шанс»)     | Вениамин Баснер                   | Михаил Матусовский                      | Людмила Сенчина                                                                       |            |
| 22 | Мои года                                                        | Георгий Мовсесян                  | Роберт Рождественский                   | Вахтанг Кикабидзе                                                                     |            |
| 23 | Олимпиада                                                       | Давид Тухманов                    | Роберт Рождественский                   | Тынис Мяги                                                                            |            |
| 24 | Богатырская наша сила (из к/ф «Баллада о спорте», )             | Александра Пахмутова              | Николай Добронравов                     | группа Стаса Намина                                                                   |            |
| 25 | До свиданья, Москва                                             | Александра Пахмутова              | Николай Добронравов                     | Татьяна Анциферова и Лев Лещенко                                                      |            |
| 26 | Диалог у новогодней ёлки (из к/ф Москва слезам не верит)        | Эдуард Колмановский               | Юрий Левитанский                        | Валентина Толкунова и Леонид Серебренников                                            |            |
| 27 | «Марш весёлых ребят» (из кинофильма «Весёлые ребята»)           | Исаак Дунаевский                  | Василий Лебедев-Кумач                   | Леонид Утёсов и все участники                                                         |            |